# 김중섭
김중섭은 대한민국의 한국어 학자 및 교수이다.

## ▷경희대학교 국어국문학과 교수
```
경희대학교 국어국문학과에서 학사(1981), 석사(1985), 박사(1995)를 공부했다. 박사논문은 한국어 특징 중에 하나인 “한국어 의태어 어원 연구”로 박사학위를 취득 했다.
```

```
1998년 경희대학교 교육대학원에 ‘외국어로서의 한국어교육’ 전공 석사과정을 개설하여 한국어교육 전공 주임교수로 재직하며 졸업생을 배출하였고, 2002년에는 일반대학원에 석·박사과정으로 한국어학(한국어 교육) 전공을 개설하여 지금까지 재학생 포함하여 석사 677명(한국인 95명, 외국인 582명)과 박사 190명(한국인 91명, 외국인 99명)을 배출하였다.
```

```
2007년 3월 경희대학교 국어국문학과 교수로 재직한 이래 한국어학 전공자의 수는 지속적으로 증가하였고, 매년 석박사 과정에 100여 명이 재학 중입니다. 지금까지 259명(박사 30명, 석사 229명)의 후학을 양성하였고 제자들은 현재 고국의 유수한 대학에서 한국학 및 한국어 교육학과 교수로, 한국 관련 기관의 재원으로 활동하며 한국어 보급에 힘쓰고 있다. 또한 국내외 대학 및 부설기관, 국외 세종학당 및 한국교육원, 다문화가족지원센터, 외국인근로자지원센터, 사회통합프로그램 기관, 국내 기업체 및 해외 진출 기업체, 한국어 교재 및 교육 내용 개발 및 출판 등 여러 분야에서 활발히 활동하고 있다. 대표적인 취업 기관으로는 일본의 긴키대학교 (Kindai University), 리츠메이칸대학교 (Ritsumeikan University), 후쿠오카대학교 등이며 미얀마의 만달레이외국어대학교 (Mandalay University), 양곤외국어대학교 (Universityof Yangon), 중국의 길림외국어대학교 (Jilin International Studies University), 중앙민족대학교 (Minzu University of China), 시안외국어대학교 (Xi’an International Studies University), 하북대학교 (Hebei University), 하북외국어대학교(Hebei Foreign Studies University), 천진외국어대학교(Tianjin Foreign Studies University), 태국의 까셋삿대학교 (Kasetsart University), 나래수완대학교(Naraesuan University), 싱가포르의 싱가포르국립대학교 (National University of Singapore), 폴란드의 아담미츠키에프스키대학교 (Adam Mickiewicz University in Poznań), 인도의 네루대학교 (Jawaharlal Nehru University) 등이 있다. 
```

```
특히 한국어학 전공에서는 국외 명문대학, 예를 들어 긴키대학(Kindai University), 하노이 국립외국어대학 (Hanoi University of Foreign Language Education ), 스토니브룩 뉴욕주립대학(State University of New York at Stony Brook), 북경외국어대학(Beijing Foreign Studies University), 중국해양대학(Ocean University of China), 복단대학 등 27개 대학과 중국 중요한 한국어학과 정부초청 장학생 프로그램, 국제학술대회 협력, 전임교수 학술 교류, 교재 제작 및 공유, MOU 체결 등 다방면에서 교류를 활발히 진행하고 있다. 또한 현재 대학원 박사과정에 우수 외국인 교원 등이 진학하여 공동연구, 국제학술대회 개최, 교원 및 우수 학생 연수 과정을 시행하고 있다. 한국대학교육협의회를 통해 Higher Education for ASEAN Talents (HEAT) 프로그램을 적극적으로 활용하여 우수한 해외학자의 연구역량, 강의역량 등 인적 교류에 힘쓰고 있다.
```

## ▷경희대학교 국제교육원 원장
```
1985년 경희대학교 국제교류처에서 연구원으로 국제교류 업무를 시작하였고 특히 재외동포 청소년 하계학교 프로그램을 1986년부터 실시해오면서 1000여명이 있는 재외동포학생 모국순방여름학교를 직접 실시한 재외동포 교육 분야의 전문가로 활동하였다. 그 후 1993년 4월 경희대학교 국제교육원에 한국어 프로그램을 처음 개설하여 재외동포와 외국인들에게 한국어와 한국문화를 교육하였다. 국제교육원 교수로 재직하며 한국어교육부장, 교학부장을 역임하였고, 2003년 7월 한국어교육 전공자로서는 처음으로 국제교육원 원장으로 취임하여 2014년까지 근무하였다. 
```

```
국제교육원의 한국어 프로그램은 1993년 영국 뉴캐슬대학 동아시아학과 교환학생 두 명으로 시작하여 2023년 현재 100여 개국 47,000여 명이 참여하고 있다. 이렇듯 원장으로 재직하며 한국어 보급에 힘써 왔고 한국어 교육을 이수한 학생들에게 한국 유수 대학에서의 학업을 독려하고 입학을 도왔다. 국제교육원에 재임 중에 다양한 프로그램을 만들어 한국어 보급에 힘써 왔으며 중국을 비롯한 여러 국가의 교육기관, 정부기관, 유학원들과 협력하여 한국어 및 한국문화 교육 프로그램을 추진하였고, 세계 각국에 퍼져 있는 재외동포 및 입양아를 대상으로 한 교육 프로그램도 추진하였다. 또한 한국 정부가 추진한 다양한 프로그램에 협력해 왔다. 
```

```
주요 성과를 정리하자면, 한국 연수 프로그램으로 KF 외교관 한국언어문화연수, KLEAP(미국 군인) 연수, 미국 DLI 몰입 교육 프로그램을 개설하였다. 그리고 일본의 도쿄 세이쿠대학교, 킨키대학교, 니가타 국제정보대학교, 오하이오 주립대학교 등 26개 대학과의 연수 프로그램을 개설하였으며, 중국의 여러 대학 한국어학과 연수프로그램, 홍콩 중문대학교, 홍콩 시티대학교, 미국의 펜실베니아 주립대학교를 비롯한 세 개 대학과 연수 교류가 있으며 태국 두 개 대학, 기타 지역(러시아, 체코, 싱가포르, 인도네시아, 사우디아라비아) 5개국과도 지속적인 연수 프로그램을 개설하였다. 그리고 한국어교육 기관으로는 최초로 ‘한국어 도우미 제도’를 도입하여 경희대학교 대학(원)생과 외국 학생이 1:1로 상호 문화를 교류할 수 있는 기회를 제공하였으며, 경희 세계문화축제, 세계 외국인 한국어 말하기 대회 등 다양한 한국어 관련 행사를 개최하여 세계인이 한데 어울려 화합할 수 있도록 다방면에 걸친 노력을 기울여 왔다.
```

## ▷활동

### 주요경력
- 1993.03.01 ~ 1996.02.02 : 경희대학교 언어교육연구원 전임연구원
- 1996.03.01 ~ 1998.02.28 : 경희대학교 국제교육원 조교수
- 1996.09.01 ~ 2004.10.25 : 교육부 국제교육진흥원 국제교육교류 심의위원
- 1996.10.01 ~ 2006.11.01 : 한국어원학회 섭외이사
- 1997.07.01 ~ 1998.12.01 : 학술진흥재단 한국어능력시험 평가위원 및 출제위원
- 1997.10.01 ~ 2005.08.01 : 국제한국어교육학회 연구위원 편집이사 부회장 감사
- 1997.10.01 ~ 1998.07.01 : 국제한국어교육학회 연구위원
- 1997.08.01              : 제1회 한국어능력시험 출제부위원장
- 1998.08.01 ~ 2001.07.01 : 국제한국어교육학회 편집이사
- 1998.12.16 ~ 1998.12.16 : 문화관광부 국어정책과 한국어세계화추진 기반구축사업 연구 자문위원
- 1998.03.01 ~ 2005.03.01 : 교육대학원 한국어교육전공 주임교수
- 1998.03.01 ~ 2003.02.28 : (전)경희대학교 국제교육원 교학부장 겸 한국어교육부장
- 1999.05.01 ~ 2009.12.31 : 한국어능려시험 평가위원회 자문위원 및 검토위원
- 2000.04.01 ~ 2002.12.01 : 한국어세계화추진위원회 공동연구원
- 2000.04.01 ~ 2005.03.01 : 경희대학교 국제교육원 부교수 교수
- 2001.08.01 ~ 2003.07.01 : 국제한국어교육학회 부회장
- 2002.04.01 ~ 2006.02.01 : 한국어세계화추진위원회 책임연구원
- 2002.07.01 ~ 2002.07.31 : 교육부 2002 교육개혁 우수대학 사업 - 세계시민 양성을 위한 국제화교육 특성화 전략 경희대학교 집필의원
- 2003.03.01 ~ 2005.08.01 : 국제한국어교육학회 감사
- 2003.03.01 ~ 현재 : 경희대학교 영화동아리 그림자놀이 지도교수
- 2003.03.01 ~ 현재 : 경희대학교 서울캠퍼스 태권도 동아리 지도교수
- 2003.07.01 ~ 2015.01.07.: 경희대학교 국제교육원 원장
- 2003.09.01 ~ 2005.08.01 : 정보통신부 차세대 통신지도자 과정 운영에 관한 자문 위원회 자문위원
- 2003.12.01 ~ 2005.10.01 : 이중 언어 학회 편집위원
- 2004.02.17 ~ 2012.10.10 : 한국어세계화재단 이사
- 2004.03.01 ~ 현재 : 경희대학교 문과대학 국어국문학과 교수(한국어교육,국어학)
- 2004.03.01 ~ 현재 : 경희대학교 한국어문화연구센터 센터장
- 2004.05.13 ~ 2004.11.30 : 한국어능력시험 문항개발위원회 위원장
- 2005.10.15 ~ 2007.09.30 : 이중언어학회 부회장 및 편집위원장
- 2005.04.01 ~ 현재 : 한 중 우호협회 이사
- 2006.01.01 ~ 2007.07.31 : 국제한국어교육학회 편집위원
- 2006.04.01 ~ 2008.07.31 : 한국어교육기관대표자협회 부회장 (서울, 경기지역)
- 2006.05.23 ~ 2008.05.22 : ROTC 중앙회 상임이사
- 2006. ~ 2008. : 경희대총동문회 이사
- 2008.07.31 ~ 2012.08.31 : 한국어교육기관대표자협의회 회장, 한국어교육기관대표자협의회 고문
- 2009.09.01 ~ 2011.08.31 : 국제한국어교육학회 회장, 국제한국어교육학회 대표이사
- 2009.10.07 ~ 2012.10.07 : 세계한국어교육자대회 자문위원
- 2009.01.01 ~ 2009.12.31 : 문화체육관광부 세계한국어교육자대회 자문위원
- 2009.06.27 ~ 현재 : 국어국문학회 부회장 및 어문교육전공 이사
- 2010.04.01. ~ 현재 : 한글학회 편집위원회 편집위원
- 2010. ~ 현재 : 국립국어원 국제 통용 한국어 표준교육과정 개발위원회 자문위원
- 2010. ~ 현재 : 대한민국 국회 공직자윤리위원회 위원
- 2010.06.01 ~ 현재 : 한글학회 자문위원, 평의원 겸 편집위원
- 2011.01.26 ~ 2011.12.31 : 세종학당 설립 심사위원
- 2011.03.11 ~ 2015.01.12 : 한국어교원자격심사위원회 제3기 심시위원(장)
- 2011.03.01 ~ 2012.02.28 : 한국국제협력단 (KOICA) 지구촌체험관 자문위원
- 2011.05.06 ~ 2015.04.30 : 교육과학기술부 외국인유학생유치관리역량평가인중위원회 위원
- 2011.09.01 ~ 현재 : 홍콩중문대학교 전업전수학원 한국어교육 자문위원
- 2012.04.27 ~ 2013.04.02 : 문화체육관광부 한류문화진홍위원회 자문위원
- 2012.07.15 ~ 2016.07.14 : 다문화교류네트위크 이사
- 2012.09.01 ~ 현재 : 한국어교육기관대표자협의회 고문
- 2012.10.17 ~ 2016.10.16 세종학당재단 비상임이사
- 2012.10.25 : 북경수도사범대학교 과더학원 국제화개발자문위원회 자문위원
- 2012.08.21 ~ 2013.12.31 : 안양대학교 한국어교육원 자문교수
- 2013.01.13 ~ 2015.01.12 : 국립국어원 한국어교원자격심사위원회 위원장
- 2013.03.01 : 주한일본대사관 한일문화축제한마당 자문위원
- 2013.03.04 ~ 2015.03.21 : 경희대학교 대외협력처장(서울, 국제 통합)
- 2013.05.01 ~ 2016.04.30 : 세계 백신면역연합 (GAVI) 한국사무소 연락대표
- 2013.10.25 ~ 2014.04.30 : 안전행정부 지구촌새마을운동 자문위원
- 2014.05.01 ~ 2016.04.30 : 한국국제협력단 (KOICA) 홍보전문위원
- 2014.05.08 ~ 2015.05.07 : 한국학중앙연구원 해외한국학 심의위원
- 2014.01.01 ~ 2015.12.31 : 한국다문화교육학회 이사
- 2014.03.01 ~ 2016.03.01 : 경희대 총동문회 장학분과위원회 부위원장
- 2015년 미국 세계인명사전 'Marquis Who's Who in the World 2016년판'에 등재
- 2015.03.01 ~ 2016.02.28 : 경희대학교 대외협력처장(서울, 국제 통합)
- 2015.01.29 ~ 2018.06.30 : 공직자윤리위원회 위원
- 2015.03.04 ~ 2017.04.21 : 경희대학교 총장실장
- 2016.09.01 ~ 현재 : 홍콩중문대학교 한국어프로그램 자문위원
- 2016.07.01 ~ 2017.12.01 : 국제통용한국어표준교육과정 개발위원회 자문위원
- 2016. ~ 현재 : 경회대 충동문회 이사
- 2017.05.18 ~ 2019.02.19 : 경희미래위원회사무국 사무총장
- 2017.07.01 ~ 2019.06.30 : 국어국문학회 전공이사
- 2018.03.01 ~ 현재 : 국어국문학회 부회장
- 2018.12.07 ~ 현재 : 하북외국어대학교 특별초빙교수
- 2019.03.01 ~ 현재 : 지구촌나눔운동 전문위원
- 2019.03.01 ~ 현재 : 미국한국어진홍재단 이사
- 2019.09.01 ~ 2021.08.01 : 국제한국어교육학회 자문위원
- 2020.02.18 ~ 2024.02.28 : 경희대학교 국제교육원 원장
- 2020.03.01 ~ 현재 : 국제한국어교육학회 법인재단 이사장
- 2024.03.01 ~ 현재 : 경희대학교 명예교수
- 2025.03.01 ~ 현재 : 숙명여자대학교 석좌교수
- 2025.05.04 ~ 현재 : 한국대학펜싱연맹 회장

### 수상경력
- 1987 : 경희대학교 국제교육위원회 공로패 (조국순방 여름학교 진행)
- 1989 : 도서출판 고려원 감사패 (독서감상문 장려)
- 1991.02.28 : 교육부장관 표창장(재외교포대학생 한국어교육 여름학교 공로)
- 2006.11 : 경희대학교 총장상
- 2006.11 : 경희대 총동문회 공로상
- 2009.06.30 : 경희대 국제교육원 헤럴드 경제 대한민국 우수교육 기관 선정
- 2009.08.25 : 일본 외무대신 표창 수상
- 2009.12.31 : 문화체육관광부 표창장 수상
- 2010.03.19 : 경희대학교 60주년 기념 사업 표창장
- 2010.04.12 : 베트남 문화교육교류훈장 수상
- 2010.10.12 : 코이카(KOICA) 감사패
- 2011.07.13 : 미국 한국어 진흥재단 감사패
- 2011.12.31 : 문화체육관광부장관 표창장 수상
- 2012.02.01 : 일본 대학신문사 감사패
- 2012.07.12 : 태국 치앙라이 라자팟대학 감사패
- 2012.11.16 : 미군 501정보여단 감사패
- 2013.01.08 : 교육과학기술부장관 표창장 수상
- 2013.12.20 : 경희대학교 목련상-실천부분(Magnolia 2013)수상
- 2014.11.28 : 한국출판문화산업진흥원 2014년 세종도서 문학 나눔 ‘세상,아름다운 사랑과 만나다’
- 2016.05.18 : 경희대학교 총장 표창패(20주년 근속)
- 2017.07.19 : 마르퀴주 후주후 ‘2017 알버트 넬슨 마르퀴즈 평생 공로상’
- 2017.08.03 : 대만국립가우슝대학교 감사장
- 2019.11.20 : 인도 네루대학교 한국학센터 감사패
- 2023.10.04. : 문화체육관광부 한글날 국무총리 표창
- 2024.02.29. : 옥조근정훈장 수상

### 연구실적

#### 1.저서
- 1996.09.01 글 잘 쓰는 길  경희대학교 언어교육연구원
- 1996.12.01 한국어 초급  경희대 언어교육연구원
- 1996.12.01 한국어 고급  경희대학교 언어교육연구원
- 1996.12.01 한국어 중급  경희대학교 언어교육연구원
- 1997.09.01 한국어 초급(개정증보)  경희대학교
- 1997.09.01 한국어 고급(개정증보)  경희대학교
- 1997.09.01 한국어 중급(개정증보)  경희대학교
- 1998.04.01 안녕하세요(Hi! This is Korean Conversation)  박이정출판
- 1999.10.01 한국어기초회화(일본어판)  박이정
- 2000.07.01 한국어 초급1(Navigating Korean)  경희대학교
- 2001.02.01 안녕하세요. 반갑습니다(한영판).  박이정
- 2001.05.01 한국어 초급 2  경희대학교 출판국
- 2002.03.01 한국어 중급1  경희대학교출판국
- 2002.03.01 한국어 중급2  경희대학교출판국
- 2002.06.01 관광 한국어(중국어판)  박이정
- 2002.11.01 한국어 읽기 교육의 이론과 실제  한국문화사
- 2003.04.01 한국어 고급 1  경희대학교출판국
- 2003.04.01 한국어 고급2  경희대학교 출판국
- 2004.09.01 혼자 공부하는 한국어 초급 1  경희대학교 출판부
- 2004.09.01 혼자 공부하는 한국어 초급2  경희대 출판국
- 2004.12.01 혼자 공부하는 한국어 중급 1  경희대학교 출판부
- 2004.12.01 혼자 공부하는 한국어 중급 2  경희대학교 출판부
- 2004.12.01 한국어 교육의 이해  한국문화사
- 2005.06.01 방문자를 위한 한국어 Easy Korean  UCL inc
- 2005.11.01 신표준 한국어  외어교학연구출판사
- 2006.03.01 신표준한국어 초급2  외어교학여연구출판사
- 2006.05.01 학부 유학생을 위한 한국어 말하기  유씨엘아인엔씨
- 2006.07.01 신표준한국어 중급1  외어교학여연구출판사
- 2006.07.01 신표준한국어 중급2  외어교학여연구출판사
- 2006.08.01 영원까지 함께한 사랑  도서출판 푸르름
- 2006.10.01 신표준한국어 고급1  외어교학여연구출판사
- 2006.12.01 신표준한국어 고급2  외어교학여연구출판사
- 2007.07.01 한국어 나비 초급 1  Japan Language PLUS
- 2007.09.01 한국어 나비 초급 2  Japan Language PLUS
- 2008.03.01 유학생을 위한 한국어 말하기  도서출판 하우
- 2008.03.01 (개정판)한국어 교육의 이해  한국문화사
- 2008.05.01 베트남인을 위한 초급 한국어 회화  KoreaLanguagePLUS
- 2008.06.01 러시아인을 위한 초급 한국어 회화  KoreaLanguagePLUS
- 2008.08.01 (개정판)유학생을 위한 한국어 말하기  도서출판 하우
- 2008.08.01 (개정판) 한국어 교육의 이해  한국문화사
- 2009.03.01 日本人のための分かりやすい 韓國語文法100  Korea Language PLUS
- 2009.03.01 面相中国人的韩国语语法100 Korea Language PLUS
- 2009.03.01 できる韓国語慣用表現  ASK
- 2009.07.01 新标准韩国语 同步练习册 中级下  外语教学与研究出版社(外研社）
- 2009.07.01 新标准韩国语 同步练习册 中级上  外语教学与研究出版社(外研社）
- 2009.07.01 新标准韩国语 同步练习册 初级下  外语教学与研究出版社(外研社）
- 2009.07.01 新标准韩国语 同步练习册 初级上  外语教学与研究出版社(外研社）
- 2010.01.01 한글학교 한국어5  재외동포교육진흥재단
- 2010.01.01 한글학교 한국어6  재외동포교육진흥재단
- 2010.06.01 한국어교육의 이해  하우
- 2010.09.01 (유학생을 위한) 한국어 듣기  하우
- 2010.10.01 전화한국어 초급1(1)  문화체육관광부
- 2010.10.01 전화한국어 초급1(2)  문화체육관광부
- 2010.10.01 전화한국어 초급1(3)  문화체육관광부
- 2010.10.01 전화한국어 초급1(4)  문화체육관광부
- 2010.10.01 전화한국어 초급1(5)  문화체육관광부
- 2010.10.01 전화 한국어 입문  문화체육관광부
- 2010.11.01 Korean Conversation Dictionary : for Foreigners, English-Korean  한림출판사(Hollym)
- 2010.12.01 사회통합 프로그램[KIIP]을 위한 한국어 기초  법무부 출입국 외국인정책본부
- 2010.12.01 사회통합 프로그램[KIIP]을 위한 한국어 초급1  법무부 출입국 외국인정책본부
- 2010.12.01 사회통합 프로그램[KIIP]을 위한 한국어 초급2  법무부 출입국 외국인정책본부
- 2011.06.01 맞춤 한국어5 영어권  교육과학기술부
- 2011.06.01 교사용 지침서 맞춤 한국어6 영어권  교육과학기술부
- 2011.06.01 교사용 지침서 맞춤 한국어 5 영어권  교육과학기술부
- 2011.06.01 맞춤 한국어6 영어권  교육과학기술부
- 2011.09.01 사회통합 프로그램 [KLLP]을 위한 한국어 교사용 지침서 기초, 초급1  법무부 출입국, 외국인 정책본부
- 2011.09.01 사회통합 프로그램[KLLP]울 위한 한국어 교사용 지침서 초급2  법무부 출입국, 외국인정책본부
- 2012.11.01 KOREAN PHRASE BOOK FOR TRAVELERS  Hollym
- 2012.12.01 맞춤 한국어 태국어권 1  교육과학기술부
- 2012.12.01 맞춤 한국어 태국어권 2  교육과학기술부
- 2012.12.01 맞춤 한국어 태국어권 3  교육과학기술부
- 2012.12.01 맞춤 한국어 태국어권 4  교육과학기술부
- 2012.12.01 맞춤 한국어 태국어권 5  교육과학기술부
- 2012.12.01 맞춤 한국어 태국어권 6  교육과학기술부
- 2012.12.01 맞춤 한국어 태국어권 3 (교사용 지도서)  교육과학기술부
- 2012.12.01 맞춤 한국어 태국어권 4 (교사용 지도서)  교육과학기술부
- 2012.12.01 맞춤 한국어 태국어권 5 (교사용 지도서)  교육과학기술부
- 2012.12.01 맞춤 한국어 태국어권 6 (교사용 지도서)  교육과학기술부
- 2012.12.01 맞춤 한국어 태국어권 1 (교사용 지도서)  교육과학기술부
- 2012.12.01 맞춤 한국어 태국어권 2 (교사용 지도서)  교육과학기술부
- 2013.12.01 EASY TALK IN KOREAN  Hollym
- 2013.12.01 맞춤 한국어 스페인어권 2 (교사용 지도서)  교육과학기술부
- 2013.12.01 맞춤 한국어 스페인어권 1  교육과학기술부
- 2013.12.01 맞춤 한국어 스페인어권 2  교육과학기술부
- 2013.12.01 맞춤 한국어 스페인어권 3  교육과학기술부
- 2013.12.01 맞춤 한국어 스페인어권 4  교육과학기술부
- 2013.12.01 맞춤 한국어 스페인어권 5  교육과학기술부
- 2013.12.01 맞춤 한국어 스페인어권 6  교육과학기술부
- 2013.12.01 맞춤 한국어 스페인어권 1 (교사용 지도서)  교육과학기술부
- 2013.12.01 맞춤 한국어 스페인어권 2 (교사용 지도서)  20131220
- 2013.12.01 맞춤 한국어 스페인어권 3 (교사용 지도서)  교육과학기술부
- 2013.12.01 맞춤 한국어 스페인어권 4 (교사용 지도서)  교육과학기술부
- 2013.12.01 맞춤 한국어 스페인어권 5 (교사용 지도서)  교육과학기술부
- 2013.12.01 맞춤 한국어 스페인어권 6 (교사용 지도서)  교육과학기술부
- 2014.01.01 세상, 아름다운 사랑과 만나다  도서출판 하우
- 2014.02.01 (수정증보판)한국어 교육의 이해  도서출판 하우
- 2014.06.01 경희 한국어 듣기1  도서출판 하우
- 2014.06.01 경희 한국어 말하기1  도서출판 하우
- 2014.06.01 경희 한국어 읽기1  도서출판 하우
- 2014.06.01 경희 한국어 쓰기1  도서출판 하우
- 2014.06.01 경희 한국어 말하기1  도서출판 하우
- 2014.06.01 경희 한국어 쓰기1  도서출판 하우
- 2014.06.01 경희 한국어 읽기1  도서출판 하우
- 2014.06.01 경희 한국어 듣기1  도서출판 하우
- 2014.07.01 경희 한국어 문법1  도서출판 하우
- 2014.12.01 경희 한국어 문법3  도서출판 하우
- 2014.12.01 경희 한국어 듣기3  도서출판 하우
- 2014.12.01 경희 한국어 말하기3  도서출판 하우
- 2014.12.01 경희 한국어 읽기3  도서출판 하우
- 2014.12.01 경희 한국어 쓰기3  도서출판 하우
- 2014.12.01 경희 한국어 쓰기2  도서출판 하우
- 2014.12.01 경희 한국어 문법2  도서출판 하우
- 2014.12.01 경희 한국어 듣기2  도서출판 하우
- 2014.12.01 경희 한국어 말하기2  도서출판 하우
- 2014.12.01 경희 한국어 읽기2  도서출판 하우
- 2015.06.01 경희 한국어 문법 4  도서출판 하우
- 2015.06.01 경희 한국어 말하기 4  도서출판 하우
- 2015.06.01 경희 한국어 듣기 4  도서출판 하우
- 2015.06.01 경희 한국어 읽기 4  도서출판 하우
- 2015.06.01 경희 한국어 쓰기 4  도서출판 하우
- 2015.09.01 경희 한국어 쓰기 5  도서출판 하우
- 2015.09.01 경희 한국어 문법 5  도서출판 하우
- 2015.09.01 경희 한국어 말하기 5  도서출판 하우
- 2015.09.01 경희 한국어 듣기 5  도서출판 하우
- 2015.09.01 경희 한국어 읽기 5  도서출판 하우
- 2015.12.01 경희 한국어 문법 6  도서출판 하우
- 2015.12.01 경희 한국어 말하기 6  도서출판 하우
- 2015.12.01 경희 한국어 듣기 6  도서출판 하우
- 2015.12.01 경희 한국어 읽기 6  도서출판 하우
- 2015.12.01 경희 한국어 쓰기 6  도서출판 하우
- 2015.12.01 재외동포를 위한 한국어 6-1  국립국제교육원
- 2015.12.01 재외동포를 위한 한국어 6-1 교사용 지도서  국립국제교육원
- 2015.12.01 재외동포를 위한 한국어 6-2  국립국제교육원
- 2015.12.01 재외동포를 위한 한국어 6-2 교사용 지도서  국립국제교육원
- 2015.12.01 재외동포를 위한 한국어 6-1 워크북  국립국제교육원
- 2015.12.01 재외동포를 위한 한국어 6-2 워크북  국립국제교육원
- 2016.04.01 한국어 발음 정복하기  Hawoo publishing(하우)
- 2016.12.01 국제통용 한국어 표준 교육과정 활용  국립국어원
- 2017.01.01 재외동포를 위한 한국어 워크북 (일본어권) 6-1  국립국제교육원
- 2017.01.01 재외동포를 위한 한국어 워크북 (일본어권) 6-2  국립국제교육원
- 2017.01.01 재외동포를 위한 한국어 (일본어권) 6-1  국립국제교육원
- 2017.01.01 재외동포를 위한 한국어 (일본어권) 6-2  국립국제교육원
- 2017.01.01 재외동포를 위한 한국어 (일본어권) 6-1  국립국제교육원
- 2017.01.01 재외동포를 위한 한국어 워크북 (일본어권) 6-1  국립국제교육원
- 2017.01.01 재외동포를 위한 한국어 (일본어권) 6-2  국립국제교육원
- 2017.01.01 재외동포를 위한 한국어 워크북 (일본어권) 6-2  국립국제교육원
- 2017.06.01 한류노믹스  KOFICE
- 2017.10.01 한국어 어휘 정복하기 : 한눈에 쏙 들어오는 계약용어 300  하우
- 2017.10.01 한국어 어휘 정복하기 : 한눈에 쏙 들어오는 계약용어 300  Hawoo Publishing(하우)
- 2020.10.01 신표준한국어 초급(상) (新标准韩国语 初级上)  外语教学与研究出版社(外研社）
- 2021.04.01 신표준한국어 초급(하) (新标准韩国语 初级下)  外语教学与研究出版社(外研社）
- 2021.08.01 신표준한국어 초급상 워크북 (新标准韩国语 初級 (上) 练习册)  外语教学与研究出版社(外研社）
- 2021.11.22 미원 조영식을 생각한다  한국학술정보
- 2022.01.01 신표준한국어초급(하) 워크북 (新标准韩国语 初級 (下) 练习册)  外语教学与研究出版社(外研社）
- 2022.02.01 신표준한국어중급(상) (新标准韩国语 中級(上)  外语教学与研究出版社(外研社）
- 2022.07.01 왕가위의 시간  (주)모인그룹 열아홉
- 2023.01.01 와글와글 중급한국어  日本朝日出版社（일본아사히출판사

#### 2.보고서
- 2000.12.01 한국어 교사 교육 연수 프로그램 교수 요목 개발을 위한 기초 연구 사업보고서, 문화관광부 한국어세계화 추진위원회
- 2001.12.01 한국어 교사 교육 연수 프로그램 교과과정 및 교수요목 개발 최종보고서, 한국어 세계화 재단
- 2002.03.01 러시아 및 중국 지역 한국어교육 실태조사 및 지원방안 연구, 교육인적자원부
- 2002.12.01 한국어 세계화 국제학술대회 개최 최종 보고서
- 2003.12.01 한국어 세계화 국제학술대회 개최 최종 보고서
- 2005.02.01 온라인 한국어교육 프로그램 연구개발  경희대 사이버대학
- 2005.06.01 한.일공과대학학부 유학생 파견사업 평가 및 운영 방안 연구, 교육부 국제진흥원
- 2005.06.01 교재의 과제와 발전 방향, 한국문화사
- 2005.09.01 한국어 보급 현지화 사업(중국), 문화관광부
- 2006.11.01 중앙공무원교육원 사이버교육 코스웨어 개발, (주)미래넷
- 2007.05.01 한국어능력시험 문항 개발 연구용역  한국교육과정평가원
- 2007.05.01 한국어능력시험 문제은행 구축을 위한 표준 문항 개발 연구 용역  한국교육과정평가원
- 2010.11.01 외국인 유학생 유치 다변화 전략 및 지원·관리 종합시스템 구축 방안
- 2011.12.01 동북아국가와의 교육 및 과학기술 교류협력 활성화방안  교육과학기술부
- 2016.08.01 2016년 한일공동이공계학부유학생 사업 정책 연구 최종 보고서  국립국제교육원

#### 3.논문
- 1905.07.09 한·중 한국어교육 연구 동향에 대한 비교 분석 ,한국어교육
- 1988.12.01 ㅇ(N)음의 변천연구 ,경희대 국어국문과
- 1993.12.01 재외교포 학생들을 위한 조국순방여름학교(단기) 운영실태 및 추진 방안 연구 - 국제교육진흥원 위탁 경희대학교 프로그램(`88-`92) 분석 ,경희대 학생생활연구소
- 1994.01.01 한일어 의태부사어 연구-하체어 중심 ,경희대학교 국어국문과
- 1994.02.01 한일어의태부사연구(하체어를 중심으로) ,경희대 국어국문학과
- 1994.09.01 한일어 의태부사 어원비교연구 ,경희 알타이어 연구소
- 1995.08.01 한국어 의태부사 어원연구 ,경희대 대학원
- 1996.01.01 한국어 의태어 어원연구 방법론 ,경희대학교 대학원
- 1996.01.01 천체자연어계 의태어 어원 연구 방법 ,경희대학교 대학원 국문과
- 1996.02.01 한국의태어어원연구방법론 ,경희대 대학원
- 1996.12.01 북한의 언어정책과 한국어 교육연구 ,이중언어학회
- 1996.12.01 천체 자연어계 의태어 어원연구방법 ,경희대학교 대학원 국어국문과
- 1997.02.01 한국어 신체관련 의태어 형성연구 ,경희대학교 국어국문학과
- 1997.09.01 외국인을 위한 한국어 한자교육연구 ,한국어문교육연구회
- 1997.11.01 유운중복 의태어의 의미구조연구 ,조영식박사 희수기념논문집 편찬위원회
- 1998.06.01 북한의 한국어 교육 연구(Korean Language Education in North Korea) ,국제한국어교육학회
- 1998.12.01 한국어능력평가검사의 개발실태 및 분석 ,이중언어학회
- 1999.06.01 외국인을 위한 한국어교재 개발에 관한 연구 ,
- 1999.09.01 북한의 한국어교재 연구 ,서울대학교 사범대학 국어교육과
- 2000.07.01 남북한 한국어교육 비교 연구 ,
- 2001.01.01 한국어 학습자를 위한 의성어.의태어 교육 방법 연구 ,경희대학교 민속학 연구소
- 2001.12.01 기록과 관찰을 통한 한국어 교수법 개선 방안 연구 ,국제한국어교육학회
- 2002.06.01 중국인 학습자를 위한 한국어 읽기 교육 방법 연구 ,국제한국어교육학회
- 2002.12.01 한국어 학습자의 연결어미 오류 양상에 관한 연구 ,국제한국어교육학회
- 2002.12.01 동남아시아 지역 학습자를 위한 한국어 읽기 교육의 실제 ,언어교육연구원
- 2004.07.01 한국어 교육의 정체성 ,경희대 문리과대학 국어국문학과
- 2004.08.01 한국어 교육학의 정체성에 관한 연구 ,국제한국어교육학회
- 2005.04.01 외국인을 위한 한국 문화 교육연구의 현황과 과제 ,이중언어학회
- 2005.10.01 한국어 학습자의 어휘오류분류에 관한 연구 ,이중언어학회
- 2006.04.01 인터넷을 활용한 한국어 교사 교육 사례 연구 ,우리말학회
- 2006.06.01 중국 대학 한국어 교원 재교육 프로그램 개발을 위한 사례 연구 ,이중언어학회
- 2007.01.01 (2006.12.31) 한류와 한국어 교육 ,경희대학교 국어국문학과
- 2007.02.01 일한이공계 학부유학생 사업 중간 평가 및 이후의 과제 ,이바라키대학 유학생센터
- 2007.09.01 재외동포 한국어 교육과정과 교재 ,이중언어학회
- 2009.07.01.韓国人学習者の日本留学に対するレディネス及びニーズの分析--日韓共同理工系学部留学生事業第9期生を中心として,近畿大学語学教育部紀要
- 2010.12.01 한국어 학습자의 조사 선택 연구 ,국제한국어교육학회
- 2011.02.01 CIS지역 재외동포 대상 한국 문화 교육 항목 개발을 위한 기초 조사 연구 ,이중언어학회
- 2011.10.01 재외동포를 위한 한국어교육 연구의 현황과 과제 ,이중언어학회
- 2012.03.01 중국에서의 한국학 연구 발전 과정과 과제 ,국제한국어교육학회
- 2012.04.01 중국 한국어 교육의 발전 방향과 미래 전략 ,외국어교육과연구출판사
- 2012.04.01 中國韓國語教育的發展方向和未來戰略 ,
- 2012.07.01 어원을 활용한 한국어 어휘 교육 방안 연구 ,한국어원학회
- 2013.03.01 세종학당 성공을 위한 조건과 과제 ,한국어문화연구센터
- 2014.02.01 재외동포용 한국어 교재 개발의 성과 및 과제 ,이중언어학회
- 2014.02.01 재외동포용 한국어 교재 개발의 성과 및 과제 ,이중언어학회
- 2014.06.01 Development and Evaluation of Korean Version of Quality of Sexual Function (QSF-K) in Healthy Korean Women ,JKMS
- 2014.06.01 Development and Evaluation of Korean Version of Quality of Sexual Function (QSF-K) in Healthy Korean Women ,JKMS
- 2014.10.01 Impact of affective variables on Korean as a foreign language learners’ oral achievement ,Elsevier
- 2015.12.01 한국어 기능 교육: 말하기, 듣기, 읽기, 쓰기 교육 연구의 성과와 과제 ,국제한국어교육학회
- 2016.09.01 Development and Validation of the Korean Version of Hand-Foot Skin Reaction and Quality of Life Questionnaire (HF-QoL-K) ,JKMS
- 2017.06.01 한 중 한국어교육 연구 동향에 대한 비교 분석 ,국제한국어교육학회
- 2017.12.01 한국 대중문화 노출이 취미 목적 한국어 학습자의 말하기에 미치는 영향 ,한글학회
- 2018.04.01 Validation of the Korean version of visual analogue scale for irritable bowel syndrome questionnaire for assessment of defecation pattern changes
- 2018.12.01 중국 초급 한국어 교재의 발음 영역 구성 방안 연구-비음화를 중심으로-
- 2019.01.01 Development and Validation of Ovarian Symptom Index-18 and Neurotoxcity-4 for Korean Patients with Ovarian, Fallopian Tube, or Primary Peritoneal Cancer
- 2019.02.01 플립러닝 기반 한국어 말하기 수업 적용 연구-중국 내 한국어 전공자를 대상으로-
- 2020.05.01 구조방정식을 활용한 한국어 동기 모형 연구―학문 목적 중국인 학습자를 중심으로―
- 2020.08.01 군사 한국어 교육의 현황과 과제
- 2020.10.01 Pilot study of radiofrequency thermal therapy performed twice on the entire vaginal wall for vaginal laxity
- 2020.12.01 군사 한국어 교재의 구성 원리와 실제 국방어학원 <외국군을 위한 한국어> 교재 개발을 중심으로
- 2021.06.01 군집분석을 활용한 중국인 학문 목적 한국어 학습자의 언어 동기 유형 분석
- 2021.11.01 중국인 한국어 전공자의 온라인 수업에 대한 만족도 조사 연구 –시스템품질, 정보품질, 서비스품질 중심으로-
- 2022.10.01 국내 한국어교육 양적 연구 통계 기법 사용의 동향과 제안점

#### 4.국내외 학술 활동

##### ▶국내
- 2022-05-13 국내 한국어교육 양적연구 기법 사용의 현황과 제안점
- 2016-10-22 국제 통용 한국어 표준 교육과정 활용 점검 및 보완 연구
- 2012-04-21 ‘국제 통용 한국어교육 표준모형의 의미 그리고 과제, 문화, 발음 항목 선정 및 위계화에 대한 제언’
- 2010-05-29 세계화 시대 외국인을 위한 한국어 교육의 현황과 전망

##### ▶국외
- 2023-03-04 중국어권 한국어학습자 대상 한국문화 연구 동향과 제언
- 2022-03-05 대만 한국어 전공 학습자를 위한 한국문화교육 방안 연구 -플립 러닝을 적용한 영화 활용 수업을 중심으로
- 2021-11-07 비대면 시대의 한국어교육의 연구 동향과 제안 -코로나19 확산 이후 비대면 수업 관련 연구를 중심으로-
- 2021-11-05 베트남인 한국어 학습자를 위한 한국어 유사 문법 교재 개발 방안 연구 – 초중급 학습자를 중심으로
- 2021-05-20 언어 평가의 개념과 한국어능력시험(TOPIK)
- 2021-03-06 학문 목적 한국어 교재 개발의 쟁점과 과제 -대만 대학에서의 국제 통용 한국어 표준교육과 정의 적용을 중심으로-
- 2020-10-31 한국에서의 한국어교육 연구기법 동향과 과제
- 2020-08-23 구조방정식과 군집분석을 활용한 한국어 학습자의 언어 동기 모형 연구 - 학문목적 중국인 학습자를 중심으로
- 2019-11-09 일본대학에서의 국제통용 한국어 표준교육과정의 적용과 과제
- 2019-07-05 유럽공통참조기준(CEFR)을 기반으로 한 한국어능력숙달도 자가평가 도구의 타당도검사-구조 방정식 및 문항반응 이론을 중심으로
- 2019-04-26 중국어권 한국어 학습자를 위한 한국문화교육 범주 적용 연구
- 2019-03-30 아시아대학 학습자를 위한 국제 통용 한국어 표준교육과정의 적용과 제안
- 2018-11-17 중국 대학에서의 국제 통용 한국어 표준교육과정의 적용과 제안
- 2018-08-24 인도 대학에서의 국제 통용 한국어 표준교육과정의 적용과 과제
- 2018-07-20 태국에서의 국제 통용 한국어 교육과정의 적용과 과제
- 2018-06-22 예비한국어학습자를 위한 담화 형태 대중문화의 활용방향 연구
- 2018-03-17 중국어권 학습자를 위한 국제 통용 한국어 표준교육과정의 적용 방안
- 2017-12-01 태권도 세계화 방안에 대한 제언 - 세종학당의 사례를 중심으로 -
- 2017-08-06 국제통용 한국어 표준교육과정 적용 연구
- 2017-06-30 단기체류한국어학습자 대상 한국문화교육내용선정을 위한 요구조사 분석
- 2017-06-23 국제 통용 한국어 표준교육과정 소개
- 2017-05-12 대만의 한국어 교육 발전을 위한 쟁점과 과제 - 한국어 교원 전문성 함양을 위한 방안을 중심으로
- 2017-01-07 중국 한국어학과 대학생의 한국 문화에 대한 인식 조사
- 2014-07-18 Researches in Korea on Korean Language Education for Vietnamese people
- 2014-06-21 L2로서의 영어 사용 환경이 L3로서의 한국어 어휘 음절구조 지각에 미치는 영향 연구
- 2012-06-29 국제 통용 한국어 교육 표준 교수요목 개발

#### 5.한국어 교원 평가 전문가 실적
- 2013년-2015년 한국어교원자격심사위원회 위원장
- 2010년-2012년 한국어 교원 자격 심사위원회 위원
- 2011년-2013년 외국인 유학생 유치관리 역량 평가 인증위원회 위원
- 2011년 세종학당 설립 심사 위원
- 2008년 한국어 교원 자격 제도 개선을 위한 전문가 토론회(토론)
- 2006년 제1회 한국어 및 한국 문화 지도 체험 수기 공모전 심사
- 2006년 2006년도 서울특별시 지방 공무원 임용 시험 문제 검증위원 위촉 및 검증 의뢰
- 2006년 외국어로서의 한국어교육 전공 학사과정 교육과정 검토
- 2005년 한·일공과대학학부 유학생 파견사업 평가 및 운영 방안 연구
- 2003년~2004년 정보통신부 정보통신정책연구원 차세대 통신 지도자 프로그램 자문위원

#### 6.한국어능력시험(토픽) 및 외국인 한국어 평가 문제 출제 및 채점 실적
- 2016년-현재  홍콩중문대 외부 시험 평가위원(EE)과 한국어과정 명예 어드바이저(Hon advisors)
- 2014년 홍콩중문대 외부 시험 평가위원(EE)과 한국어과정 명예 어드바이저(Hon advisors)
- 2012년 금호아시아나배 일본학생 한국어말하기 대회 심사위원
- 2009년~2010년 제16회~제20회 한국어능력시험 채점위원장
- 2009년 제15회 한국어능력시험 출제위원장
- 2009년 제15회 한국어능력시험 자문위원
- 2008년 한국교육과정평가원 제14회 한국어능력시험 자문위원
- 2008년 한국교육과정평기원 제14회 한국어능력시험 채점위원장
- 2008년 한국교육과정평가원 제13회 한국어능력시험 채점위원장
- 2006년 한국교육과정평가원 한국어능력시험 문제은행 문항개발 출제위원
- 2006년 제5회 전국외국인 한국어 연극 한마당 심사위원
- 2005년 한국어세계화재단 한국어교육능력시험 전문위원
- 2005년 한국교육과정평가원 제9회 한국어 능력시험 평가위원
- 2005년 한국어능력시험 문제은행 문항개발위원장
- 2004년–2006년 한국교육과정평가원 한국어능력시험 자문위원
- 2004년 한국교육과정평가원 제8회 한국어능력시험 평가위원
- 2004년 한국어능력시험 문제은행 문항개발위원장
- 2004년 한국교육과정평가원 제8회 한국어능력시험 채점위원장
- 2003년 한국어 세계화 재단 한국어교육능력검정시험 전문위원
- 2003년 한국어 교육과정 평가원 KPT 문제은행식 평가위원
- 2003년 제7회 한국어능력시험 출제 평가위원
- 2001년 한국어세계화재단 한국어교육능력검점시험 전문위원
- 2001년 전국 외국인 한국어 말하기 본선 대회 심사
- 2001년 제5회 한국어능력시험 평가위원
- 2000년-2002년 한국어능력시험 자문위원
- 2000년 제4회 한국어능력시험 평가위원